# Cantó de Le Château-d'Oléron
El cantó de Le Château-d'Oléron és un cantó francès del departament del Charente Marítim, al districte de Rochefort. Compta amb quatre comunes: Dolus-d'Oléron, Le Grand-Village-Plage, Saint-Trojan-les-Bains i Le Château-d'Oléron; essent aquest últim el cap.
| Data d'elecció                           | Identitat      | Partit               | Qualitat |
| ---------------------------------------- | -------------- | -------------------- | -------- |
| 1945-1958                                | M. Rouanet     | radical              |          |
| 1958-1970                                | M. Auger       | radical              |          |
| 1970-1982                                | M. Jousseaume  | radical, després MRG |          |
| 1982-1994                                | Gérard d'Arzac | UDF-CDS              |          |
| 1994-                                    | Michel Parent  | Divers droite        |          |
| les dades anteriors no són pas conegudes |                |                      |          |
|                                          |                |                      |          |

| A partir de 1990: Població sense dobles comptes |